# إليجا
إليجا هي مدينة وبلدية في البوسنة والهرسك تقع في كانتون سراييفو التابع لاتحاد البوسنة والهرسك، وهي ضاحية من ضواحي سراييفو، ويقع فيها مطار سراييفو الدولي. طبقا لنتائج تعداد البوسنة عام 2013، فقد كان عدد سكان البلدية 68,366 نسمة بينما بلغ إجمالي سكانها مع المنطقة الحضرية 71,892 نسمة.

## الجغرافيا
تقع إليجا يقع في منطقة جبل إيجمان، ويمر خلالها نهر بوسنة وأحد روافده. وفيها الموقع الطبيعي (فريلو بوسنة).,

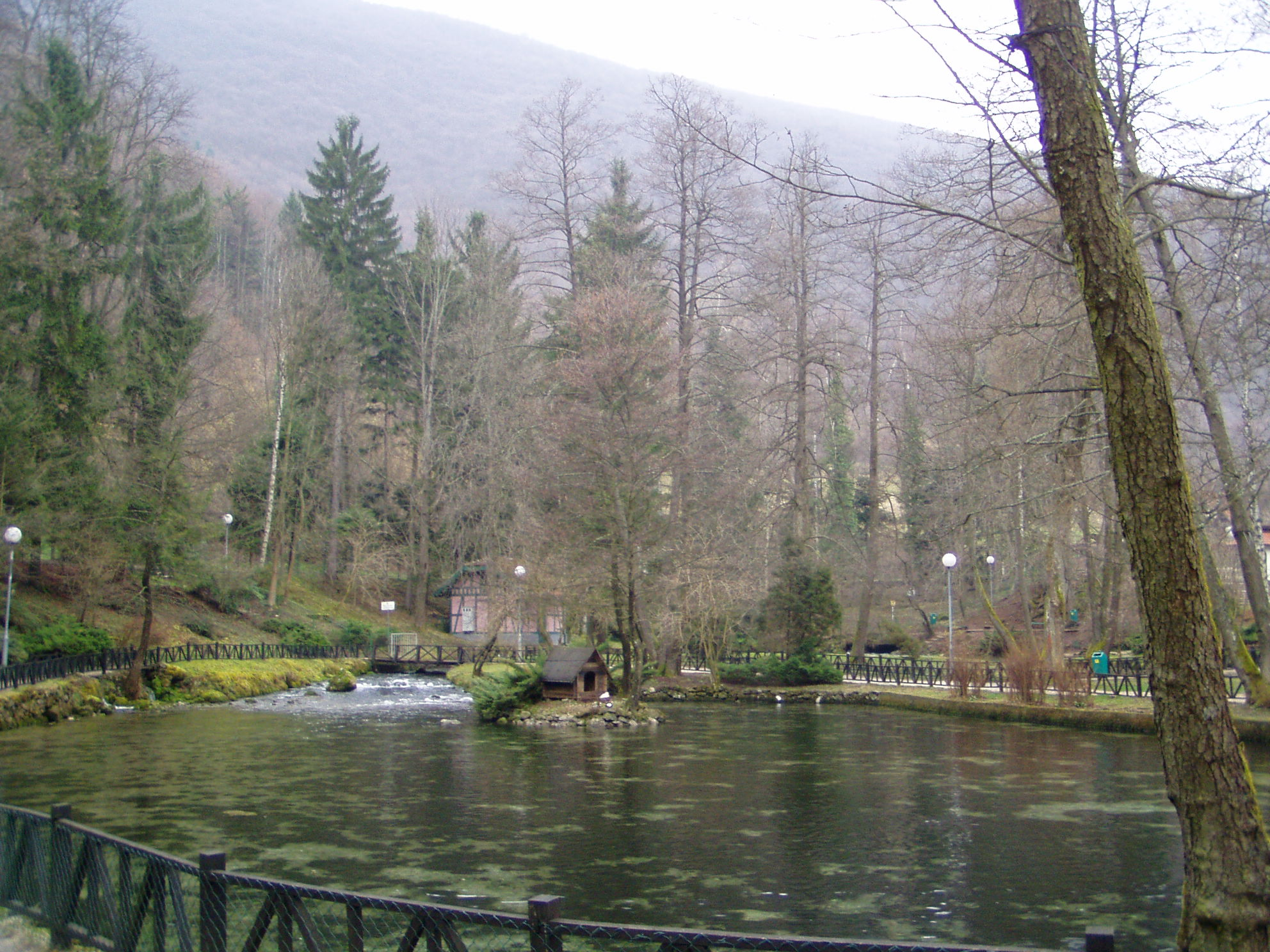
الموقع الطبيعي فريلو بوسنة

## التاريخ
على أراضي إليجا يقع الموقع الأثري بوتمير، حيث اكتشف علماء الآثار بقايا القطع الأثرية التي يعود تاريخها إلى عصور ما قبل التاريخ الموقع الذي أخذت ثقافة بوتميرهو اسمها منه وهو مدرج على قائمة الآثار الوطنية للبوسنة والهرسك.

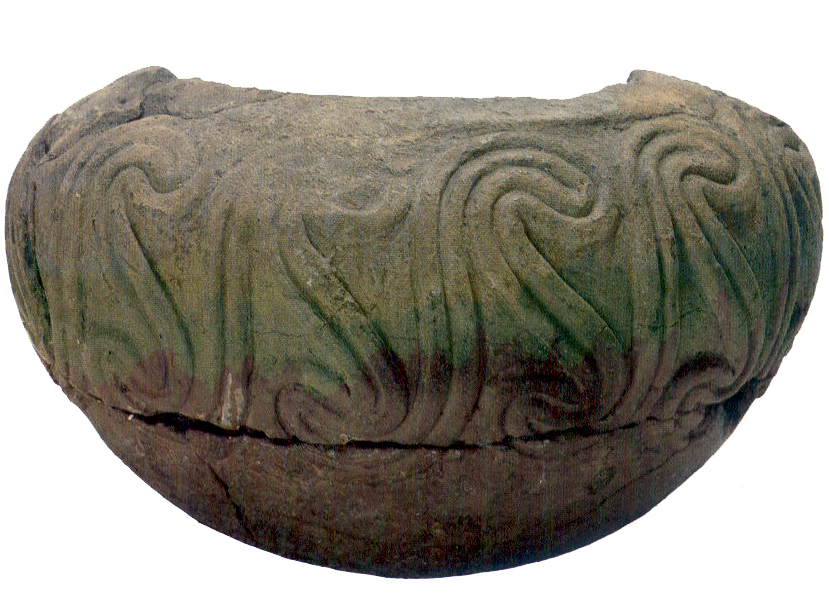
إناء عثر عليه في موقع بوتمير

## التركيبة السكانية

### (داخل المدينة)

#### التطور التاريخي للسكان
| 1961 | 1971  | 1981  | 1991  | 2013  |
| ---- | ----- | ----- | ----- | ----- |
| 3730 | 19199 | 30747 | 63719 | 68366 |

### البلدية (مع الضواحي)

#### التطور التاريخي للسكان في البلدية والنواحي
| 1971  | 1981  | 1991  | 2013  |
| ----- | ----- | ----- | ----- |
| 39452 | 57243 | 67937 | 71892 |

#### توزيع السكان حسب الجنسية في البلدية والنواحي (1991)
في عام 1991 كان المجتمع المحلي للبلدية يتألف من 67,937 نسمة وهم موزعون على النحو التالي:

## معرض صور

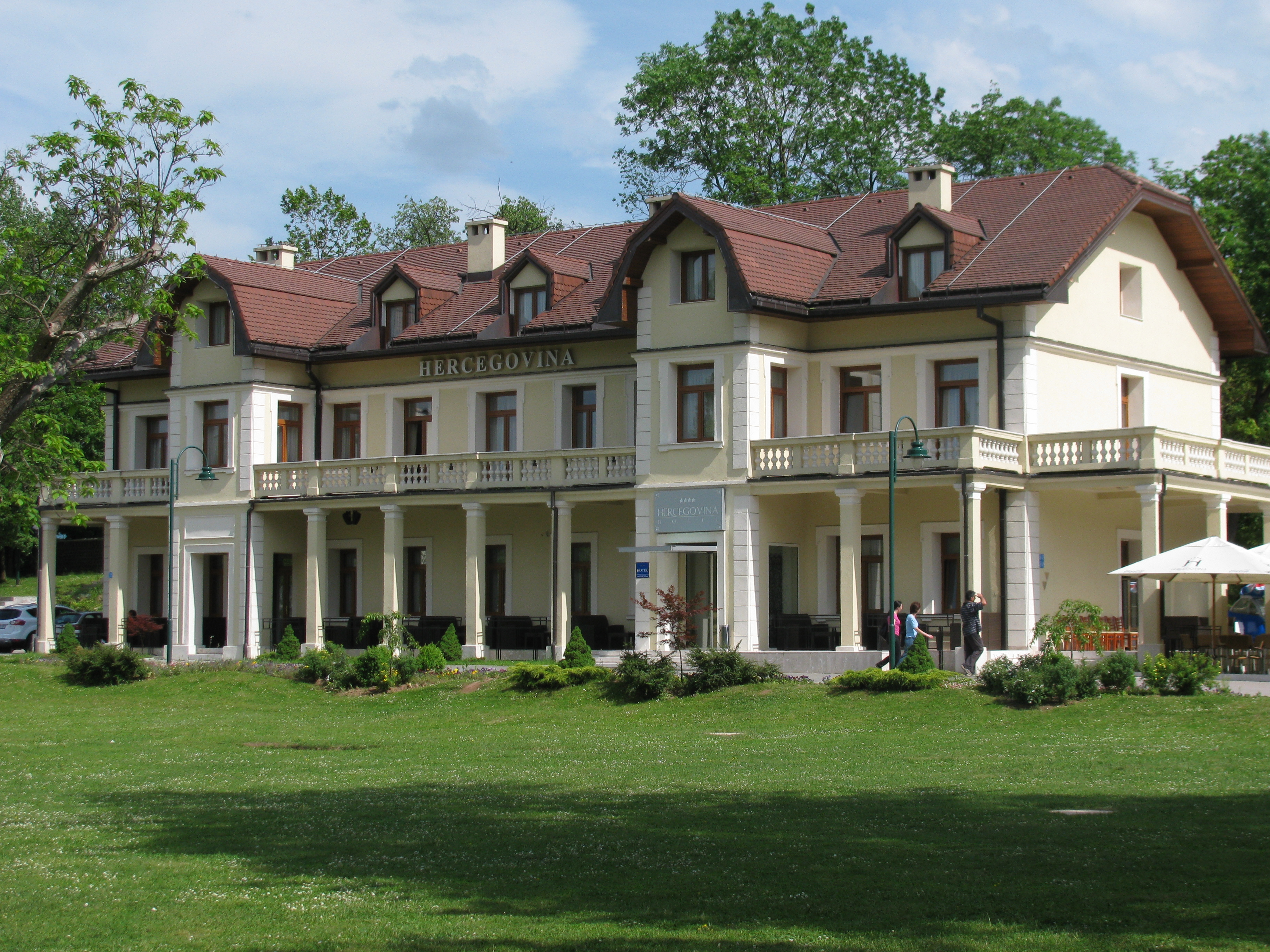
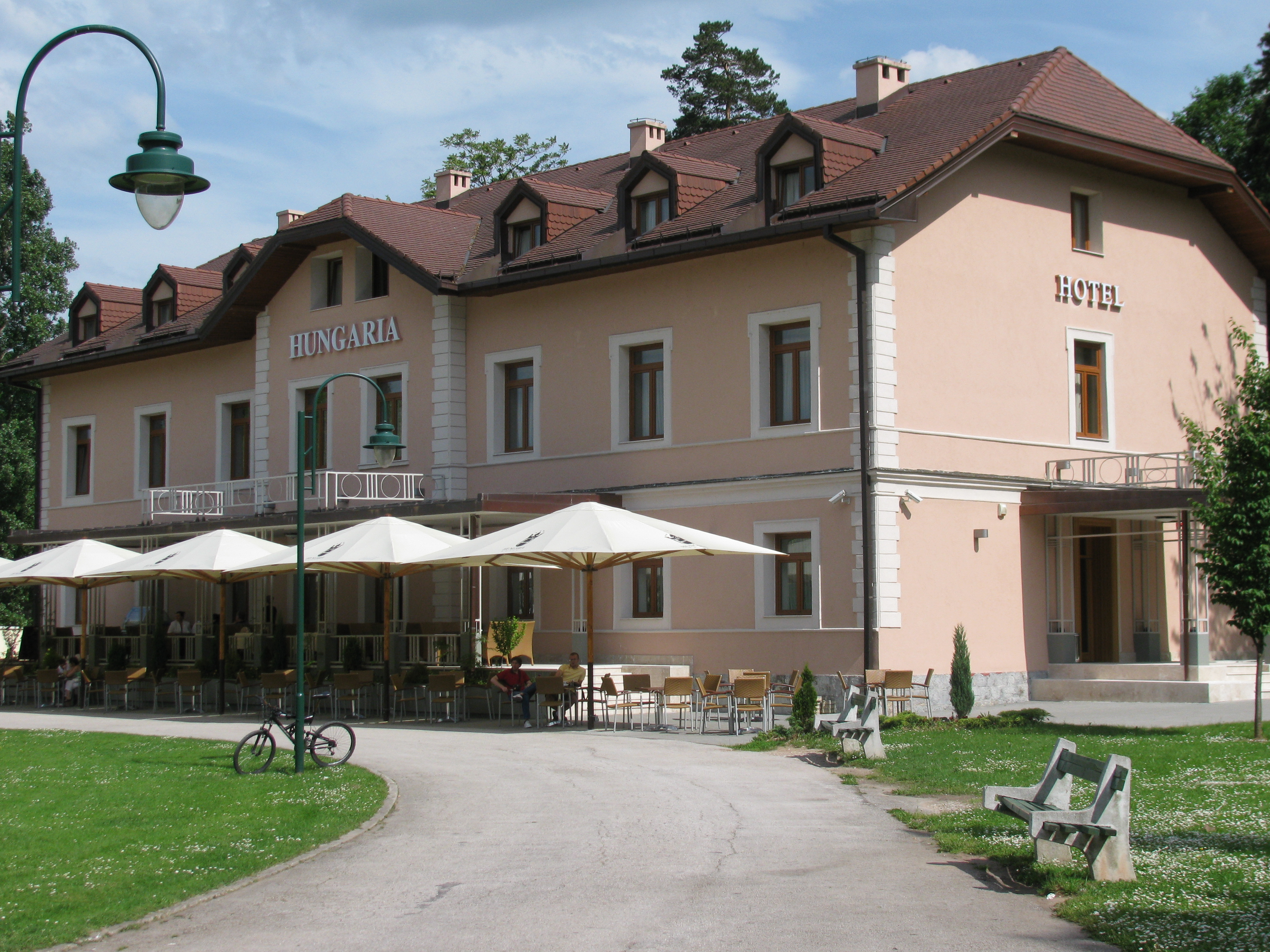
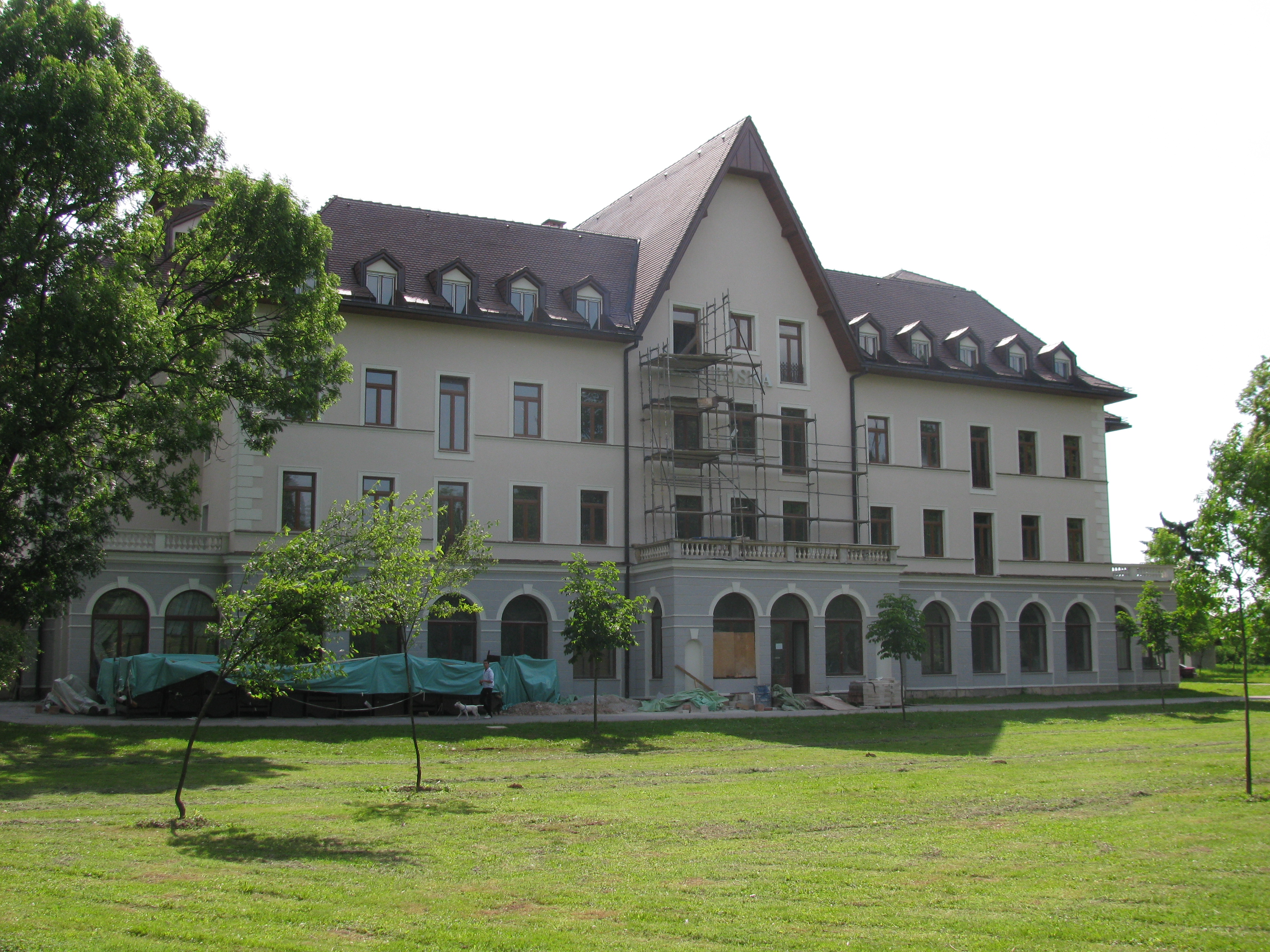
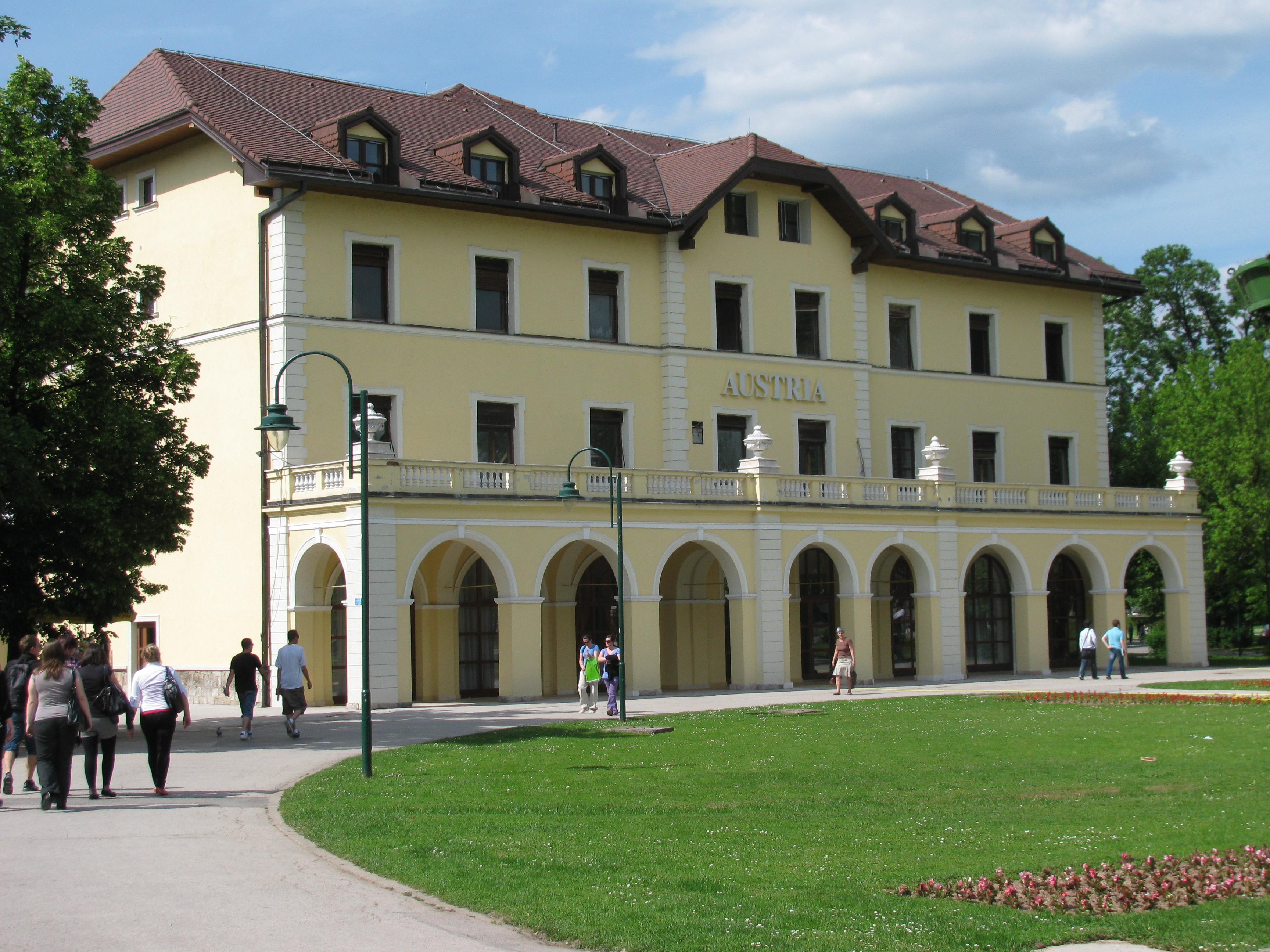

## وصلات خارجية
- (بالبوسنوية) الموقع الرسمي
- (بالإنجليزية) Maplandia